# Trachelipus ater
Trachelipus ater är en kräftdjursart som först beskrevs av Gustav Budde-Lund 1896.  Trachelipus ater ingår i släktet Trachelipus och familjen Trachelipodidae. Inga underarter finns listade i Catalogue of Life.